# Verwaltungsgemeinschaft Obermichelbach-Tuchenbach
Verwaltungsgemeinschaft Obermichelbach-Tuchenbach – wspólnota administracyjna (niem. Verwaltungsgemeinschaft) w Niemczech, w kraju związkowym Bawaria, w rejencji Środkowa Frankonia, w regionie Planungsregion Nürnberg, w powiecie Landkreis Fürth. Siedziba wspólnoty znajduje się w miejscowości Obermichelbach, a jej przewodniczącym jest Reinhold Hum.
We wspólnocie zrzeszone są dwie gminy wiejskie (Gemeinde):
- Obermichelbach
- Tuchenbach